# پائول پوستوسما
پائول پوستوسما (استونیایی: Paul Puustusmaa؛ زادهٔ ۱ ژانویهٔ ۱۹۶۴) سیاستمدار و نماینده مجلس اهل استونی است.